# Bajo prusiano
El bajo prusiano (en alemán: Niederpreußisch, autoglotónimo: Nedderpreißisch) a día de hoy es una lengua moribunda. Era el idioma germánico hablado en la Prusia Oriental, partes de Prusia Occidental y la ciudad libre de Danzig (hoy repartida entre Polonia, Lituania y la región rusa de Kaliningrado). Por tanto, es una lengua perteneciente al grupo dialectal del bajo alemán oriental. Algunos autores consideran que el Plautdietsch es un dialecto del bajo prusiano. Es importante no confundir esta lengua con el prusiano antiguo, que fue una lengua báltica hablada en la misma zona.
A consecuencia de la expulsión de los alemanes de esta región de Prusia tras la Segunda Guerra Mundial, se puede considerar que la lengua está extinta si excluimos al Plautdietsch.

## Clasificación

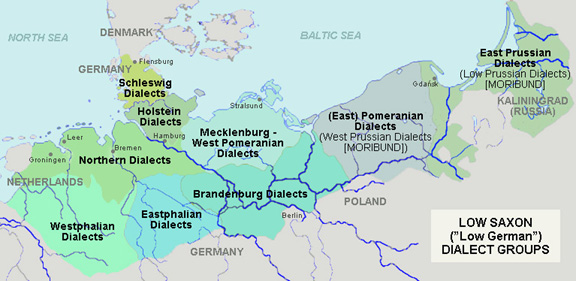
Situación geográfica del Bajo prusiano (en la zona más oriental) dentro de la familia lingüística bajo sajona antes de 1945.

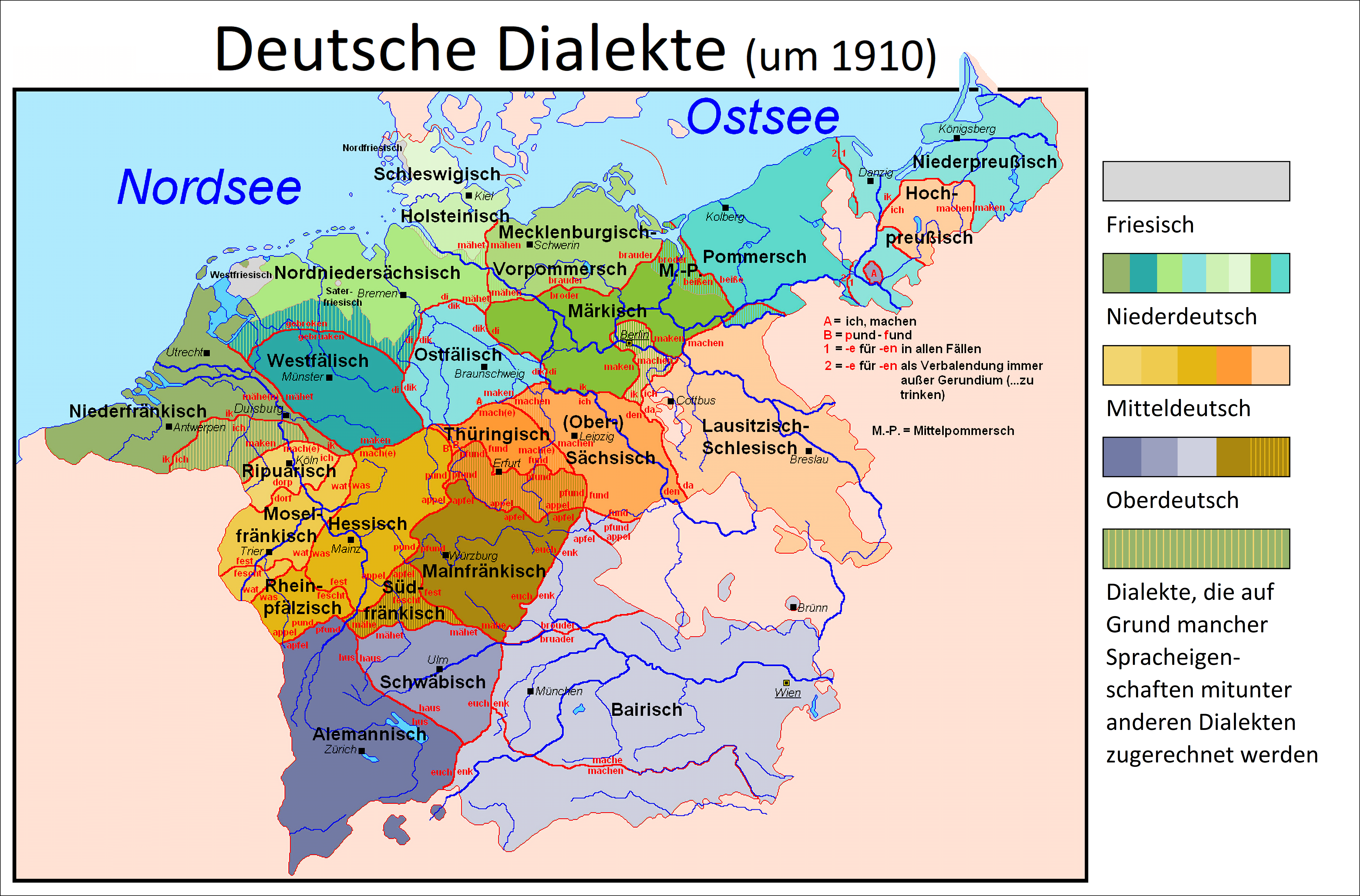
Distribución de las lenguas germánicas consideradas históricamente dialectos del neerlandés y del alemán en el año 1910. El bajo prusiano se encuentra en el extremo nororiental.

El Bajo prusiano es una variante del bajo sajón oriental hablado en la región de Prusia. No se debe confundir con el alto prusiano hablado en la misma región (un poco más al sur) el cual sería un derivado del alemán central como una forma próxima del silesiano germánico (no confundir con el silesiano eslavo). Lingüísticamente se separan los las isoglosas de la línea de Benrath y de la línea de Uerdingen.
Se podría considerar que el bajo prusiano es una lengua moribunda, muy cercana de la extinción si se descarta o separa el plautdietsch. La causa más importante de esta situación se da por la expulsión de alemanes tras la Segunda Guerra Mundial y del genocidio prusiano. El plautdietsch, por su lado, aún tiene miles de hablantes alrededor del mundo especialmente en Sudamérica como en Paraguay y Brasil y otros países como México o Canadá.

## Historia

### Después de 1945
Tras el final de la Segunda Guerra Mundial y la expulsión de los alemanes en 1945, el bajo prusiano se convirtió en una lengua moribunda. La mayoría de hablantes llegaron a Alemania Occidental (donde su lengua se consideró un dialecto por diglosia). Algunos hablantes de bajo prusiano reubicados en Alemania y otras zonas de Polonia u otros pocos que se mantuvieron en su territorio original en lo que hoy es Polonia y Rusia no transmitieron la lengua a las futuras generaciones por diglosia y represión. El uso se restringe para algunos usos familiares y aun así todavía está vivo en algunas generaciones más ancianas. La minoría germánica polaca reconocida en 1991 usa el alemán estándar como su lengua, perjudicando más la situación por la diglosia que sufre el bajo prusiano (y otras lenguas germánicas) con el alemán.

## Dialectos
Se encuentran las siguientes variedades habladas de oeste a este:
- Vistulano (es el más occidental y el que se hablaba en Gedania; hoy en territorio polaco)
- Werderés (Werdersch en alemán) (del cual derivaría la lengua plautdietsch; hoy en territorio polaco)
- Nehrungués (Nehrungisch en alemán) (hablado próximo a la laguna del Vístula; hoy en territorio polaco)
- Elbingiano (hablado en la zona alta de Elbinga; hoy en territorio polaco)
- Mundart des Kürzungsgebietes o Kürzungsgebietsmundart (en los alrededoresde Braunsberg (Braniewo) y Frauenburgo; hoy en territorio polaco)
- Westkäslausch (en los alrededores de Mehlsack (Pieniężno); hoy en territorio polaco)
- Ostkäslausch (en los alrededores de Rößel (Reszel); hoy en territorio polaco)
- Natangiano también llamado Natangiano-Bartés (en los alrededores Bartenstein (Bartoszyce); hoy en territorio polaco)
- Sambiano, se dividía en dos dialectos, el occidental y el oriental (que se hablaba en la capital Königsberg (hoy Kaliningrado), en la península de Sambia y continuaba por el interior (hoy en día en territorio ruso, aunque una parte se extendía por el polaco).
- Bajoprusiano oriental o dialecto oriental (el más oriental, hablado en los alrededores de Insterburgo (Cherniajovsk) (Rusia), Tilsit (Sovetsk) (Rusia), Memel (Klaipėda) (Lituania) y en las zonas más orientales del voivodato de Varmia y Masuria (Polonia).

## Características comunes dialectales
Aunque el bajoprusiano se enclave como una variedad del grupo bajo sajón oriental, también comparte algunas características con el alto prusiano (que es del grupo centro alemán, próximo al silesiano), diferenciándolo de otras variedades del bajo sajón oriental.: 79 Algunas son:
- Pérdida de la /-n/ en los infinitivos (mache mientras que en alemán es machen, "hacer");
- Retención del prefijo /je-/ (ge- en alemán) en el participio pasivo perfecto (mientras que en su lengua vecina, el meckelenburgués se perdía como en hei is lopen cuando en bajo prusiano he is jelopen);
- Apertura para la pronunciación de /ɛ/ (schnall, Ack - schnell ("fast"), Eck ("esquina"))
- Deslabización (Kenig, Brieder, Fraide, Kraiter - König ("rey"), Brüder ("hermanos"), Freude ("amigos"), Kräuter ("hierba"));
- Otros cambios como nuscht en lugar del nichts ("nothing") alemán.
- Preferencia por diminutivos.